# سايعانيم
سايعانيم (بالعبرية: סייענים)، مفردها سايعان، ومعناها: المساعدين) مصطلح يستخدم لوصف اليهود المقيمين خارج إسرائيل والمتطوعين لخدمة الموساد. هذه المساعدات تتضمن تسهيل الرعاية الطبية، تقديم الأموال، الدعم المعنوي، وأحيانا الخدمات الاستخبارية العلنية والتجسسية. ويدفع لهم مقابل مصروفاتهم. لا يوجد إحصاء رسمي لهم، لكن هناك من يقارب الرقم للآلاف. وجود هذا العدد الضخم من المتطوعين يفسر قلة عدد ضباط الحالة بالمقارنة للوكالات الاستخبارية الأخرى. لم يتم التحقق من مزاعم أوستروفسكي من مصادر أخرى.